# Diamante (luchadora)
Priscilla Zuniga (15 de agosto de 1990) es una luchadora profesional estadounidense quien actualmente trabaja para All Elite Wrestling (AEW) bajo el nombre de Diamante.
Dentro del circuito independiente, trabajó con el nombre de Angel Rose.

## Carrera

### Circuito independiente (2008-presente)
Zúñiga luchó en el circuito independiente bajo el nombre de Angel Rose, trabajando principalmente para Independent Championship Wrestling en Florida, donde fue cuatro veces Campeona Femenina de ICW, además de haber ganado otros títulos dentro de la misma empresa.
También trabajó para varias otras promociones en Florida como IGNITE Wrestling, RONIN Pro Wrestling y Shine Wrestling.
El 22 de marzo en NXT, tuo una aparición en NXT donde se enfrentó a Asuka pero fue derrotada.

### Impact Wrestling (2017-2019)
El 16 de marzo en Impact Wrestling, Zúñiga debutó en Impact como miembro sorpresa de The Latin American Xchange. El 23 de marzo en Impact Wrestling, reapareció bajo su nuevo nombre: Diamante.
El 6 de abril en Impact Wrestling, participó en el Gaulent Match para ser la retadora #1 al Campeonato de Knockouts pero fue eliminada por Brandi Rhodes. Ella nunca regresaría al ring, aunque sí hizo algunas apariciones en segmentos tras bastidores, y fue liberada el 28 de enero de 2019.

### Women of Wrestling (2019–presente)
Zúñiga se unió a Women of Wrestling (WOW) en julio de 2019, donde actúa bajo el nombre de Adrenaline. Adrenaline se asoció con Fire en el torneo de equipo de por el vacante WOW Tag Team Championship en el que ganaron en el final de la segunda temporada en AXS TV el 16 de mayo, que se emitió en directo el 23 de noviembre.

### All Elite Wrestling (2020-presente)
El 15 de enero, Diamante hizo su aparición especial en All Elite Wrestling en el episodio de AEW Dark en donde salió derrotada por Big Swole. El 22 de julio en Dark, Diamante obtuvo su primera victoria tras derrotar a una luchadora local. Al día siguiente, Diamante apareció en el episodio de Dynamite derrotando a Ivelisse.
El 3 de agosto, Diamante hace su primera participación en la empresa All Elite Wrestling (AEW) en el torneo de Women's Tag Team Cup Tournament: The Deadly Draw haciendo equipo con Ivelisse derrotando a Dasha Gonzalez y Rachael Ellering en la primera ronda. El 17 de agosto, Diamante e Ivelisse derrotaron a Anna Jay y Tay Conti pasando en la semifinal.
El 27 de julio de 2021 en un episodio de AEW Dark derrota a Big Swole.

## Vida personal
El 20 de julio de 2019, la luchadora Kiera Hogan (excompañera suya de la empresa Impact Wrestling), dio a conocer mediante una publicación en su Instagram que ella y Diamante se encuentran en una relación.

## Campeonatos y logros
- All Elite Wrestling
  - AEW Women's Tag Team Cup (2020) – con Ivelisse

- Independent Championship Wrestling
  - ICW Championship (1 time)
  - ICW Hard Knocks Championship (1 time)
  - ICW Women's Championship (4 times)

- Queens of Combat
  - QOC Championship (1 vez)

- Women of Wrestling
  - WOW Tag Team Championship (1 vez, actual) – con Kiera Hogan[3]
  - WOW Tag Team Championship Tournament (2019) – con Kiera Hogan[3]